# Helena Olsson Smeby
Pour les articles homonymes, voir Olsson.
Helena Olsson Smeby, née Helena Olsson le 15 novembre 1983 à Sysslebäck (Torsby) en Suède, est une sauteuse à ski suédoise, naturalisée norvégienne.

## Biographie
Helena Olsson saute lors des tout premiers concours internationaux en 1997. Elle s'installe en Norvège à Trondheim à l'âge de 16 ans, où elle devient membre du club Byåsen IL. 
Dès l'hiver 1997-1998 Helena Olsson participe à des compétitions internationales de saut à ski, à Lahti et à Saint-Moritz.
En 1999, est organisée la première saison de saut à ski pour les filles, la FIS Ladies Grand Tournee 1999 (pl). Helena Olsson se mesure aux autres sauteuses dont Lindsey Van, Eva Ganster, Daniela Iraschko, Yoshiko Kasai, Izumi Yamada... À Baiersbronn le 10 février 1999 elle termine 2e, et 3e le 17 février à Breitenberg, pour prendre la 5e place à l'issue des cinq concours de la saison. Sa première récompense internationale est la médaille d'argent au Festival olympique de la jeunesse européenne en 2001 à Vuokatti.
Elle poursuit sa carrière de sauteuse jusqu'en 2005, où elle fait ses débuts en Coupe continentale à Vikersund puis s'éloigne des tremplins.
À l'été 2008 elle reprend les entraînements et les concours, en vue de sa participation aux premiers Championnats du monde féminins de saut à ski en 2009 à Liberec, où elle se classe seizième. À automne 2008, elle épouse l’entraîneur de saut à ski norvégien Jostein Smeby, frère de la sauteuse Henriette Smeby, puis demande la citoyenneté norvégienne pour cause de manque de soutien de la fédération suédoise. Elle saute alors sous les couleurs de la Norvège, en Coupe continentale (2 quatrièmes places en 2009), à ces Championnats du monde, puis encore lors de quelques concours en décembre 2009, et elle arrête à nouveau le saut à ski.
À l'approche des Jeux olympiques d'hiver de 2014 et du premier concours olympique féminin de saut à ski, Helena Olsson Smeby reprend les concours en été 2013, puis fait son entrée en Coupe du monde de saut à ski à Lillehammer : c'est alors la première à poursuivre une carrière de sauteuse à ski après une maternité. Durant cet hiver, elle se classe trois fois quatrième dans la Coupe du monde, au mont Zao, puis deux fois à Hinterzarten. Elle établit son unique placement dans cette compétition lors de sa carrière avec le quinzième rang.
Helena Olsson Smeby a un fils né en 2012 nommé Felix ; elle exerce la profession de technicienne de laboratoire.

## Palmarès

### Jeux olympiques
| Épreuve / Édition | Sotchi 2014 |
| Individuel        | 14e         |

### Championnats du monde
| Épreuve / Édition | Liberec 2009 |
| Petit tremplin    | 16e          |

### Coupe continentale
- meilleure place : 4e
  - à Ljubno le 25 janvier 2009.
  - à Oberwiesenthal le 14 août 2009.
  - à Lillehammer le 14 septembre 2013.

### Coupe du monde
- Meilleur classement général : 15e en 2014.
- meilleure place : 4e
  - à Hinterzarten les 21 et 22 décembre 2013.
  - à Zaō le 19 janvier 2014.

#### Classements généraux annuels
| Année | Rang |
| 2014  | 15e  |